# Egg Harbor City
Ne doit pas être confondu avec Egg Harbor ou Egg Harbor Township.
Egg Harbor City est une ville de l'État américain du New Jersey située dans le comté d'Atlantic.

## Historique

Carte picturale d’Egg City Harbor de 1924 avec une liste de points de repère, des images en médaillon de plusieurs et une représentation de la région en 1855.

Egg Harbor City devient une municipalité au milieu du XIXe siècle, formée à partir des townships de Galloway et Mullica. Son nom, qui signifie littéralement « la ville du port de l'œuf », fait référence aux œufs des goélands.

## Géographie
La municipalité s'étend sur 11,44 milles carrés (29,63 km2), dont 0,51 milles carrés (1,32 km2) d'étendues d'eau.

## Démographie
Selon le recensement de 2010, sa population est de 4 243 habitants.